# Elaphoglossum styriacum
Elaphoglossum styriacum är en träjonväxtart som beskrevs av John T. Mickel. Elaphoglossum styriacum ingår i släktet Elaphoglossum och familjen Dryopteridaceae. Inga underarter finns listade.